# Stane Južnič
Stane Južnič, slovenski politolog in antropolog, univerzitetni profesor * 19. julij 1928, Fara, Kostel, † 5. november 2013, Golnik.
1947 je končal klasično gimnazijo v Ljubljani, 1949 diplomatsko šolo v Beogradu, 1956 diplomiral  iz zgodovine na Filozofski fakulteti v Beogradu, magistriral v Rimu in 1965 doktoriral na beograjski Visoki šoli za politične vede. Od 1943 je bil v partizanih. Po vojni je bil med vodilnimi pri mladinskih delovnih brigadah, med drugim pri izgradnji Nove Gorice. Služboval je na jugoslovanskem zunanjem ministrstvu oz. državnem sekretariatu za zunanje zadeve, med drugim v diplomatski službi v Veliki Britaniji (London), ZDA (San Francisco), nato pa v Latinski Ameriki (kot uradni prevajalec oz. tolmač jugoslovanskih državnih delegacij); v letih 1957-68 je delal na beograjskem Inštitutu za mednarodno politiko in gospodarstvo kot vodilni jugoslovanski strokovnjak za Latinsko Ameriko, nazadnje je kot višji znanstveni sodelavec vodil oddelek za dežele v razvoju. Predaval je sprva (po 1964 je po umrlem Albertu Vajsu prevzel predavanja iz zgodovine civilizacij) na Visoki šoli za politične vede v Beogradu, kjer je nato prevzel še predmet politična zgodovina; od 1967 tudi na VŠPV v Ljubljani (1970 preimenovano v FSPN in 1991 v FDV), kjer se je 1968 redno zaposlil kot izredni, od 1974 pa je bil redni profesor za novejšo (politično oz. svetovno) zgodovino (z zgodovino delavskega gibanja oz. kasneje z zgodovino narodov Jugoslavije; nazadnje pod imenom predmeta Nastanek sodobnega sveta) ter socialno in politično antropologijo; raziskoval in predaval je še predmete: dežele v razvoju, sociolingvistiko, zgodovino civilizacij, verstva sveta ("primerjalni verouk"), o ženskosti in moškosti ter na novouvedeni smeri teoretična politologija od 1994 še politično kulturo, s katero se je kot prvi na Slovenskem ukvarjal že od začetka 70. let 20. stoletja. Sodeloval je na mnogih mednarodnih znanstvenih zborovanjih, predaval je tudi v ZDA ter na oddelku univerze Johns Hopkins v Bologni, kjer je vodil več podiplomskih tečajev, med drugimi o primerjalnem nacionalizmu. Leta 1966 je delal za ekonomsko komisijo OZN za Afriko v Adis Abebi. Na Fakulteti za družbene vede v Ljubljani, nekdanji FSPN, je bil leto in pol tudi dekan (1976−77), nato pa še nekaj let član univerzitetnega sveta Univerze v Ljubljani. V začetku 90. let si je v okviru ljubljanske univerze prizadeval vzpostaviti sodelovanje s strokovnjaki s sorodnih področij s ciljem organiziranja skupnega študija antropologije, kar je naposled uspelo v povezavi z Biotehniško fakulteto pri vpeljavi medfakultetnega podiplomskega študija antropologije (kaseneje zamrl), medtem ko poseben dodiplomski študij le-te ni dobil zadosti podpore.
Bil je prvi predstojnik antropološkega raziskovalnega centra (1991−2002) in (edini) predstojnik katedre za antropologijo na FDV (1996−2001), pa tudi član uredniških odborov Teorije in prakse (1974−2002) in revije Anthropos (1971−2000)
V Sloveniji je po letu 1969 utemeljil družboslovno smer antropologije (posvečal se je zlasti procesom socializacije in inkulturacije, mentalitetam, etničnosti in nacionalnosti, jeziku, spolu itd.) in jo skupaj z nekaj njenimi poddisciplinami postopno razvijal v holistično-interdisciplinarni smeri, ob upoštevanju biološko-evolucijskih determinant človeške vrste in njenih raznolikosti. Napisal je več skript in učbenikov o nastanku sodobnega sveta, dežel v razvoju, še posebej Latinske Amerike in postkolonializma, politične kulture ter različnih področij antropologije, vključno z lingvistično. V svojem času je bil med najuspešnejšimi mentorji na fakulteti, tudi pri številnih doktoratih in slovel kot odličen ter vsestransko razgledan predavatelj. Zaradi uspehov v znanstvenem, pedagoškem in mentorskem delu je 1991 prejel univerzitetno svečano listino in zlato plaketo ter 1997 naslov zaslužnega profesorja Univerze v Ljubljani. Sodeloval je pri ustanavljanju Slovenskega antropološkega društva v začetku 90. let, kjer je predsedoval mednarodnemu odboru, vendar mu to društvo ni nikoli izreklo nobenega priznanja za pionirsko vlogo pri uveljavljanju družboslovno orientirane antropologije na Slovenskem. Matična fakulteta ga je že po smrti na spletni strani priznala za enega štirih utemeljiteljev družboslovnih disciplin na tej fakulteti (poleg V. Benka, A. Bibiča in F. Vrega). Leta 2002 mu je bil podeljen častni znak svobode RS.
Njegova sinova sta Primož Južnič (*1954), sociolog, informatik in bibliotekar, profesor na FF v ljubljani in Stanislav Južnič (*1955), fizik, zgodovinar naravoslovno-matematičnih znanosti, rodoslovec in domoznanec.

## Dela (izbor)
- Venesuela (Beograd, 1961)
- Bolivija (Beograd, 1963)
- Kam gre Latinska Amerika? (srb. in slov. izdaja, Beograd, 1965)
- Latinska Amerika: nastanak i razvoj društveno-ekonomskih struktura (Beograd, 1966)
- Latinska Amerika: Društvena struktura i politički sistemi (Beograd, 1968) (COBISS)
- Politička istorija XIX i XX veka (učbenik, 2 dela, Beograd, 1968)
- Socializem in države v razvoju (Ljubljana 1969; razširjena izdaja Socijalizam i zemlje u razvoju, Beograd, 1970)
- Vloga, mesto in pomen zgodovine v sodobnem svetu (1970)
- Novejša politična zgodovina (z zgodovino delavskega gibanja) (učbenik: 1973, 1976)
- Evropocentrizem in mi: poraz evropske zavesti (Delo, 10.9.1976, str. 27)
- Socialna in politična antropologija (učbenik, 1977) (COBISS)
- Kolonializem in dekolonizacija (monografija, 1980)
- Novejša zgodovina: izbrana poglavja (učbenik, 1981)
- Lingvistična antropologija (monografija,1983; skripta prvič izšla 1974)
- Tradicije in tradicionalizem (1984)
- Politična zgodovina 20. stoletja (učbenik, 1985) (COBISS)
- Politična kultura (monografija, 1989-2. dopolnjena izdaja; prva 1974) (COBISS)
- Antropologija (monografija - učbenik, 1987)
- Zgodovinske determinante jugoslovanske družbe/države (1989/90)
- Eksperimentiranje s socializmom in nerazvite države (1989)
- Svet in Evropa (1990)
- Delo v antropološki perspektivi (1990)
- Antropologija smrti (1991)
- Diplomska naloga: napotki za izdelavo (1992)
- Identiteta (monografija, 1993)
- Antropologija spola
- Antropologija humorja
- Človekovo telo med naravo in kulturo (monografija, 1998)